# استان پاکایس
استان پاکایس (به اسپانیایی: Provincia de Pacajes) یکی از استان‌های بولیوی در بولیوی است که در شهرستان لاپاز (بولیوی) واقع شده‌است. استان پاکایس ۱۰٬۵۸۴ کیلومتر مربع مساحت و ۵۵٬۱۸۰ نفر جمعیت دارد.